# حس بی‌نقص
حس بی‌نقص (انگلیسی: Perfect Sense)، که پیش از اکران، حرف آخر (انگلیسی: The Last Word) نام داشت، یک فیلم انگلیسی-ایرلندی در ژانر علمی–تخیلی عاشقانه به کارگردانی دیوید مکنزی است که در سال ۲۰۱۱ منتشر شد. اوا گرین و یوان مک‌گرگور ستارگان فیلم هستند. حس بی‌نقص نخستین‌بار در جشنواره فیلم ساندنس به روی پرده رفت و با نظرات متوسط منتقدان مواجه شد.